# Leukafereza
Leukafereza (ang. leukapheresis) – procedura mająca na celu selektywną separację leukocytów, odmiana aferezy. Zabieg polega na pobraniu krwi pełnej do separatora, w którym zostają oddzielone krwinki białe, a pozostałe elementy, to znaczy erytrocyty, trombocyty oraz osocze, zostają zwrócone do krwiobiegu. Metoda pozwala na obniżenie liczby leukocytów o 25–50%. Głównym zastosowania tej metody to doraźne obniżenie liczby leukocytów w celu zapobieganiu powikłaniom oraz pozyskiwanie komórek macierzystych do przeszczepu szpiku.

## Procedura

Afereza – pełną krew wprowadza się do wirówki (1), gdzie zostaje rozdzielona na plazmę (2), leukocyty (3) i erytrocyty (4). Wybrane składniki są następnie odprowadzane (5).

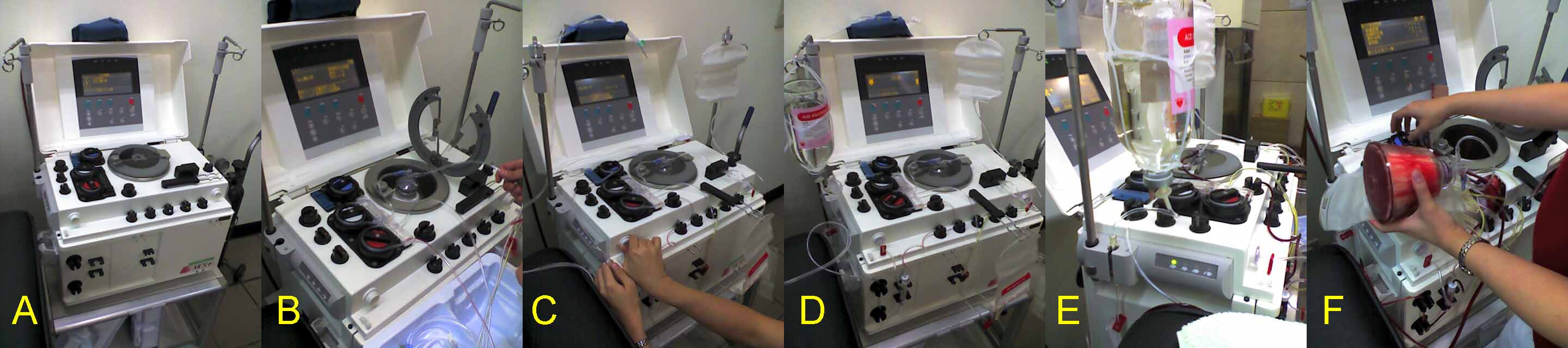
Afereza. Leukafereza jest odmianą aferezy.

Wykonanie jest mało inwazyjne i niebolesne. Polega na wykonaniu dwóch wkłuć do żył obwodowych w dwóch kończynach – zwykle żył w zgięciu łokciowym (żyła odłokciowa, żyła odpromieniowa). Następnie z jednej żyły zostaje pobierana krew, która przepływa do separatora, gdzie dochodzi do oddzielenia leukocytów. Po przejściu przez separator krew powraca do drugiej żyły w drugiej kończynie. Zabieg trwa od 2 do 4 godzin. Działaniem uboczny leukaferezy mogą być drętwienie i mrowienie, które łatwo ustępuje po podaniu preparatów wapnia. W celu wykonania przeszczepu szpiku (przeszczepu macierzystych komórek hematopoetycznych) przed leukaferezą stosuje się mobilizację szpiku za pomocą czynników wzrostowych. 

## Zastosowanie

### Leukafereza terapeutyczna
Leukafereza terapeutyczna jest stosowana w leczeniu objawowym. Pozwala na szybkie, doraźne obniżenie bardzo dużej liczby leukocytów, kiedy ich liczba jest na tyle duża, by spowodować leukostazę (zaburzenie przepływu krwi spowodowane leukocytozą powyżej 100 000/μl). Zastosowana przed chemioterapią pozwala zmniejszyć objawy zespołu lizy guza. W przewlekłej białaczce szpikowej pomaga zmniejszyć hepatosplenomegalię.

### Transplantologia

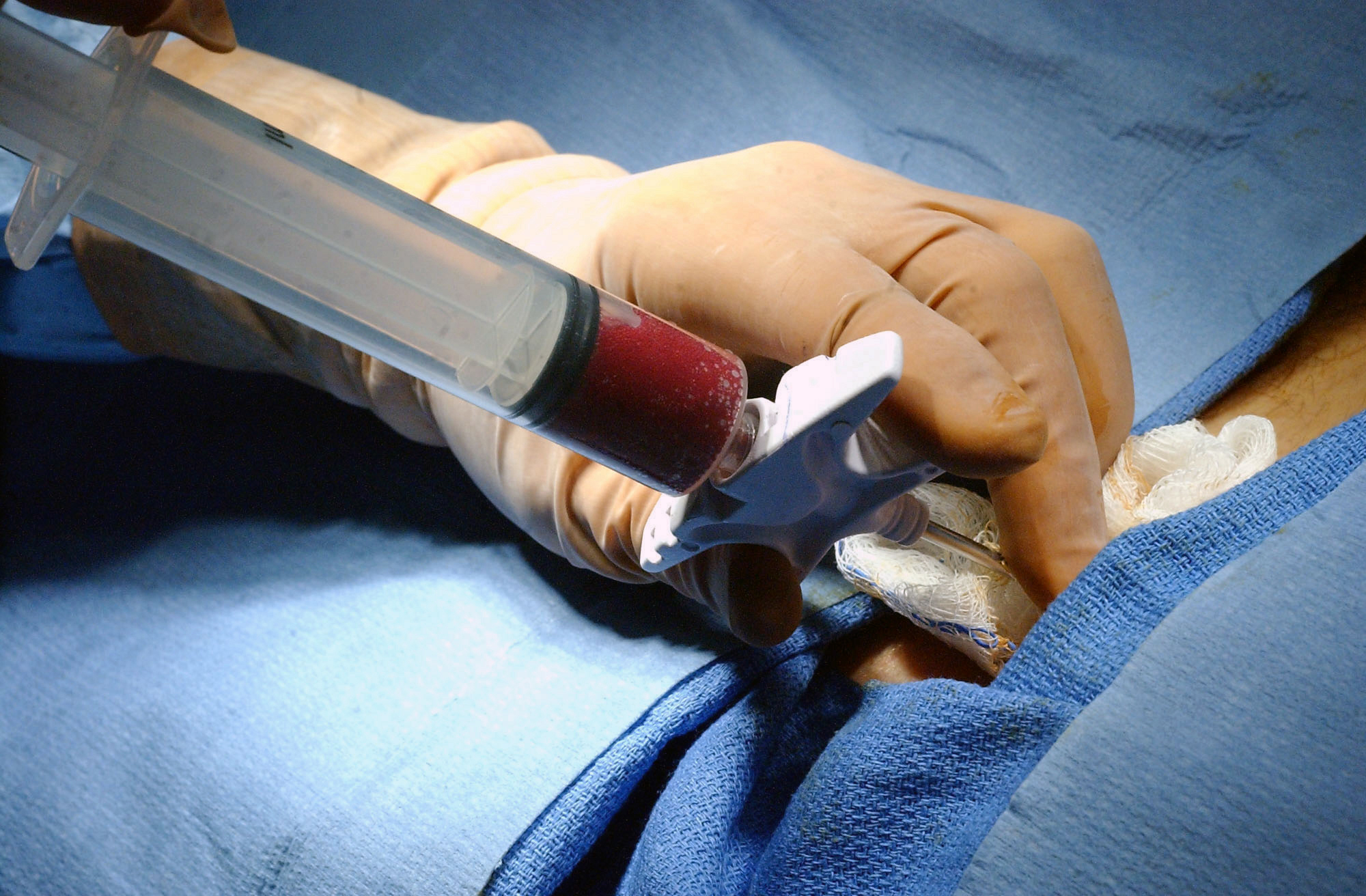
Biopsja aspiracyjna szpiku kostnego. W transplantologii leukafereza jest alternatywną metodą dla biopsji aspiracyjnej.

Leukafereza znajduje zastosowanie w transplantologii jako alternatywa pobrania szpiku metodą operacyjną. Jest to metoda przeszczepienia macierzystych komórek hematopoetycznych z krwi obwodowej (PBPC). Po mobilizacji szpiku kostnego za pomocą odpowiednich leków (np. kortykosteroidy i G-CSF) i uzyskaniu odpowiedniej liczby komórek CD34+ (>0,1%), z krwi dawcy są separowane komórki macierzyste szpiku (tzw. kolekcja). Następnie, po odpowiedniej obróbce i odpowiednim przygotowaniu pacjenta, komórki macierzyste mogą zostać przeszczepione. Przeszczepienie polega na przetoczeniu pobranych komórek macierzystych do naczynia centralnego biorcy. Leukafereza jest również stosowana w autogenicznym przeszczepieniu szpiku, stosowanym w sytuacji, w której pacjent wymaga terapii mieloablacyjnej lub wdrożenia programu megachemioterapii, ale ma niezmieniony chorobowo szpik (na przykład chłoniak Hodgkina, chłoniaki nieziarnicze, neuroblastoma, zaawansowany rak piersi). Umożliwia to zastosowanie wysokich dawek leków, które zwiększają szansę na wyleczenie lub przedłużają życie chorego, ale jednocześnie prowadzą do aplazji szpiku (zniszczenie szpiku). Przeszczep umożliwia odtworzenie szpiku chorego i podjęcie niezbędnej do życia funkcji krwiotwórczej.

### Koncentrat granulocytarny
Koncentrat granulocytarny (KG) jest preparatem krwiopochodnym otrzymywanym metodą leukaferezy. Dodatkowo używane są środki mające na celu sedymentacje erytrocytów. Koncentrat jest stosowany u pacjentów z granulocytopenią. Obecnie ma bardzo ograniczone zastosowanie do zagrażających życiu (sepsa) zakażeń grzybiczych (grzybice układowe) lub bakteryjnych u chorych z agranulocytozą.

### Choroby autoimmunologiczne
Metoda umożliwia selektywne usunięcie granulocytów, makrofagów i monocytów bez zmniejszenia liczby leukocytów. Znajduje to zastosowanie w leczeniu chorób autoimmunologicznych, gdzie komórki zapalnie odgrywają istotną rolę w patogenezie. Obecnie bywa stosowana w leczeniu reumatoidalnego zapalenia stawów (RZS) i wrzodziejącym zapaleniu jelita grubego.